# Arent van Wijck
Arent van Wijck is een roman uit 1918 van de Nederlandse schrijver Herman Middendorp, uitgegeven door Em. Querido's Uitgeverij in Amsterdam. Herman Middendorp schreef het boek in Den Haag van januari t/m mei 1917 en het werd uitgebracht in 1918.

## Verhaal
Arent is een 14-jarige jongen. Hij is het enige kind van rijke ouders. Zijn ouders hebben een ongelukkig en liefdeloos huwelijk. Arent houdt erg veel van zijn moeder. Maar de band tussen Arent en zijn vader is zeer slecht. Zijn vader reageert uitsluitend negatief op hem en heeft altijd kritiek. Hij haat zijn vader.
Arent is een overgevoelige jongen en op school vindt hij nauwelijks aansluiting bij zijn klasgenoten. Hij heeft weinig vrienden en is veel alleen. Door zijn gevoelige en romantische aard wordt hij soms door zijn klasgenoten uitgelachen. Hij is vaak neerslachtig en hij huilt veel. Zijn moeder is diep ongelukkig want ze ziet wat een funeste invloed haar man op Arent heeft. Maar ook Arent ziet hoe ongelukkig zijn moeder is. Hij zou haar graag willen bevrijden. Zijn moeder zou heel graag willen scheiden maar haar man houdt het tegen omdat hij weet dat ze van een andere man houdt. Uiteindelijk stemt haar man er wel in toe om Arent eventueel naar een kostschool te sturen. Zijn moeder ziet dit als enige mogelijkheid om Arent van zijn vader te scheiden.
Arent zou het liefste willen dat zijn vader dood was. Steeds vaker komt de gedachte bij hem op om zijn vader te vermoorden. Hij ziet het als de enige oplossing om zijn moeder te bevrijden. Vlak voor de zomervakantie wordt hij ziek en de dokter denkt dat het goed zou zijn als hij een tijdje bij zijn vader en moeder vandaan was. Een tijdelijke verandering van omgeving zou hem goed doen. 
Hij gaat een paar weken bij zijn oom en tante logeren op het platteland. Hier logeert ook de jonge schilderes Stella met wie hij veel uitstapjes maakt in de natuur. Arent geniet van deze vakantie maar naarmate de terugreis naar huis nadert verlangt hij er steeds heviger naar om zijn moeder terug te zien. Inmiddels is de sfeer in zijn ouderlijk huis beklemmender dan ooit en zijn ouders spreken nauwelijks nog met elkaar. Het idee om zijn vader te doden gaat nu steeds vastere vormen aannemen en hij gaat bedenken op welke manier hij dit zou kunnen doen. In het stadje waar hij woont is een winkeltje waar vuurwapens verkocht worden. Maar hij kan geen manier verzinnen om daadwerkelijk aan een revolver te komen. Dan komt hem toevallig ter ore dat zijn vader een revolver in een lade van zijn bureau heeft liggen. In een onbewaakt moment lukt het hem om deze revolver te bemachtigen. Dan is het wachten op het juiste moment. Kort daarop hebben zijn ouders weer ruzie. Zijn vader gaat naar zijn kamer en hij laat zijn vrouw huilend achter in de woonkamer. Dit is voor Arent het moment. Hij treedt de kamer van zijn vader binnen en schiet hem dood. Arent krijgt een zenuwinzinking. Hij wordt ernstig ziek en overlijdt een week later.